# HERO (漫画家)
HERO（ヒーロー、5月10日 - ）は、日本の漫画家・イラストレーター。血液型はO型。

## 経歴と人物
2008年にJAM日本アニメ・マンガ専門学校ビジュアルデザイン研究科を卒業後、東京のデザイン会社「ウズ」で『涼宮ハルヒの憂鬱』、『ヱヴァンゲリヲン新劇場版』、「初音ミク」などのフィギュア、パッケージデザインなどに携わる。
2007年から自らのサイト「読解アヘン」で、オリジナルのウェブ漫画『堀さんと宮村くん』の公開を開始。同作は2008年にスクウェア・エニックスから書籍化され、2011年12月現在、10巻まで発売、完結されている。一方ウェブでの公開は現在も続けられており、2008年3月に本編完結後も「おまけ」として不定期に更新が続けられている。また、同サイトでは『宮増君と道玄坂さん』という、『堀さんと宮村くん』のキャラクターはそのままで、話のみオリジナルにした作品も掲載されていたが、2013年5月現在は掲載を中止している。
他に、2008年からウェブコミックサイト『ガンガンONLINE』にて『浅尾さんと倉田くん』を連載。また、4コマ漫画専門雑誌『まんがタイムラブリー』にも不定期で『ちはる日和』を掲載していた。
2010年には、Twitterを舞台とした漫画『7と嘘吐きオンライン』をpixivにて公開、「ツイッター漫画」として注目を集めた。同作の人気をきっかけに、pixivで発表されたそのほかの短編漫画を集めた『7と嘘吐きオンライン-HERO個人作品集-』に始まる短編集も刊行されている。
漫画やイラストを描くのに使用しているソフトはPhotoshop 、SAI、CLIP STUDIO。
2016年10月には『世にも奇妙な物語』で「レッテルのある教室」を原案としたドラマが放送された。

## 作品リスト

### 漫画
- ちはる日和 - 『まんがタイムラブリー』2010年掲載
- はじめのちひろ - 『まんがタイムラブリー』2011年連載
- 青春離婚 - 原作：紅玉いづき、『最前線』2011年 - 2012年連載。星海社COMICS（講談社）2012年9月10日発売 ISBN 978-4-06-369507-6
- 堀さんと宮村くん - 公式サイト連載中、全10巻・「おまけ」全15巻
  - ホリミヤ - 作画：萩原ダイスケ、『月刊Gファンタジー』2011年 - 2021年連載、全17巻・ファンブック1巻・メモリアルブック1巻
- 浅尾さんと倉田くん - 『ガンガンONLINE』2008年 - 2014年連載、全8巻
- HERO個人作品集 - 公式サイト掲載の短編を収録。ガンガンコミックスONLINE（スクウェア・エニックス）既刊9巻

1. 7と嘘吐きオンライン - 表題作他「レッテルのある教室」「臆病色にひかるキャンパス」収録。2010年10月22日発売 ISBN 978-4-7575-3045-4
2. 交感ノートは喋らない - 表題作他「僕のロスト日記」「微熱ディスプレイの世界」収録。2011年8月22日発売 ISBN 978-4-7575-3329-5
3. パターンその1 駄目人間 - 表題作他「マリアと過ごした3日間」「クロッカスの咲く、中庭にて」収録。2011年12月22日発売 ISBN 978-4-7575-3441-4
4. すべての希望にエールを - 表題作他「リトルガールの放課後」「箱庭の寒がりハイジ」収録。2012年4月21日発売 ISBN 978-4-7575-3560-2
5. アパートに澄む少年 - 表題作他「一人で欠いたクラスメイト」「姫と机上のファンタジー」収録。2013年1月22日発売 ISBN 978-4-7575-3859-7
6. 浮世メモの夢に、鬼 - 表題作他「舞った意識はゼログラム」「視界の端のアリス」収録。2013年10月26日発売 ISBN 978-4-7575-4110-8
7. 褪せないシアンの少女A - 表題作他「駆り立てられた見張りのトラは」「飛ばないヒナのなきごえ」収録。2014年6月21日発売 ISBN 978-4-7575-4335-5
8. うつむく音はリンとして - 表題作他「くれない夕日のブラインド」「知らずのカゴは冷々と」収録。2015年5月27日発売 ISBN 978-4-7575-4660-8
9. 夜明けはキズのあと - 表題作他「女王と射たハート」「あらわのスキマに忍ぶ毒」収録。2015年11月27日発売 ISBN 978-4-7575-4821-3

- 雨水リンダ - 『ガンガンONLINE』2015年 - 2017年連載、全4巻
- さよなら、ヒビ割れ硝子 - 公式サイト掲載
- モノクロームをなぞる晴天 - 公式サイト掲載
- うつつの影とレプリカ - 公式サイト掲載
- 日差しに漂うミモザ-公式サイト掲載
- 致死量のブルー-公式サイト掲載
- サナギに巣食うこころ-公式サイト掲載
- 二本足はムクロに溺れる-公式サイト掲載
- 静かな月のサイレント-公式サイト掲載
- 宵一とアザミ-公式サイト掲載
- ハリネズミは両手を広げる-公式サイト掲載
- あことバンビ-公式サイト連載中
- 声の降るへや - 『ビッグコミックスピリッツ』2025年35号[3] - 連載、原作担当、漫画：たかはしツツジ

### イラスト
- ヒミツノキズナ ぼくたちは秘密基地をつくった - 著者：木堂椎、集英社みらい文庫、2011年8月5日発売 ISBN 978-4-08-321038-9
- 絶望センチメンタル - 著者：朽葉屋周太郎、メディアワークス文庫、2011年12月25日発売 ISBN 978-4-04-886079-6
- 青春離婚 - 著者：紅玉いづき、星海社FICTIONS、2014年6月13日発売 ISBN 978-4-06-138894-9
- ちいさい百合みぃつけた - 著者：綾奈ゆにこ、角川書店、2014年11月22日発売 ISBN 978-4-04-102549-9

### その他
- 私がモテないのはどう考えてもお前らが悪い!（テレビアニメ第5話エンドカードイラスト）
- buzzG「Ghost Trail Reveries」 - ジャケットイラスト、漫画。ビクターエンタテインメント、2012年9月19日発売
- The Sketchbook「超新世代アニソンBEST!! 2000年代編 〜The Sketch Rock〜」 - ジャケットイラスト、挿絵。エイベックス・ピクチャーズ、2014年2月26日発売